# Ninjas in Pyjamas
Ninjas in Pyjamas (av organisationen förkortat NiP, även skrivet NIP) är en svensk e-sportsorganisation med lag eller spelare bland annat inom spelen Counter-Strike: Global Offensive, League of Legends och Rocket League. Företaget Ninjas in Pyjamas Gaming AB är registrerat på Rattgatan 7 A i Landskrona.

## Historik
Ninjas in Pyjamas bildades ursprungligen 2000. Laget vann det första världsmästerskapet CPL Winter i Counter-Strike 2001, då lagkamraterna HeatoN (Emil Christensen) och Potti (Tommy Ingemarsson) var med i uppställningen tillsammans med Hyb (Johan Carlund), ahl (Michael Korduner), Cogline (Alexis Wicen) och vesslan (Johan Ryman). Det sägs att det var just detta världsmästerskapet som fick NiP att få den enorma publiciteten och bli ett av de främsta lagen inom Counter-Strike. Innan dess hade i princip alla spelarna kommit från olika moderlag.
Efter vinsten 2001 var laget samspelta under drygt ett år, innan HeatoN och Potti började spela för Schroet Kommando (förkortat SK) under 2003 års säsong, och resten av spelarna gick åt olika håll. SK klassades som världens bästa, speciellt under 2003, och vann i princip alla tävlingar som fanns att vinna inom Counter-Strike under åren. Vinstpengar under 2003 var cirka 1,5 miljoner kronor. NiP grundades på nytt med en ny unik laguppställning, med spelare som walle (Dennis Wallenberg), ins (Oskar Holm), zet (Marcus Sundström), inklusive Potti och HeatoN.
Under åren 2005–2007 ändrades laguppställningen inom NiP. Emil Christensen, som vid rekryteringen hade varit en del av uppställningen, slog under en tid till som manager för laget, för att sedan återigen komma in med spelare som RobbaN, Tentpole, miniwalle och face. Laget hade inte några större framgångar och laget splittrades senare för sista gången.
I slutet av 2007 valde organisationen att lägga ner sin verksamhet.

Den 10 augusti 2012 tillkännagavs det att NiP hade bildats igen, med hjälp av Emil Christensen och Daniel Glimmerås. Ett lag med fem spelare (f0rest, Fifflarn, friberg, GeT_RiGhT, Xizt och THREAT) tävlade i mars 2017 i spelet Counter-Strike: Global Offensive. Ägare är den före detta NiP-spelaren och managern Emil "HeatoN" Christensen. Den 22 maj 2013 tillkännagavs även att NiP utökat till League of Legends.

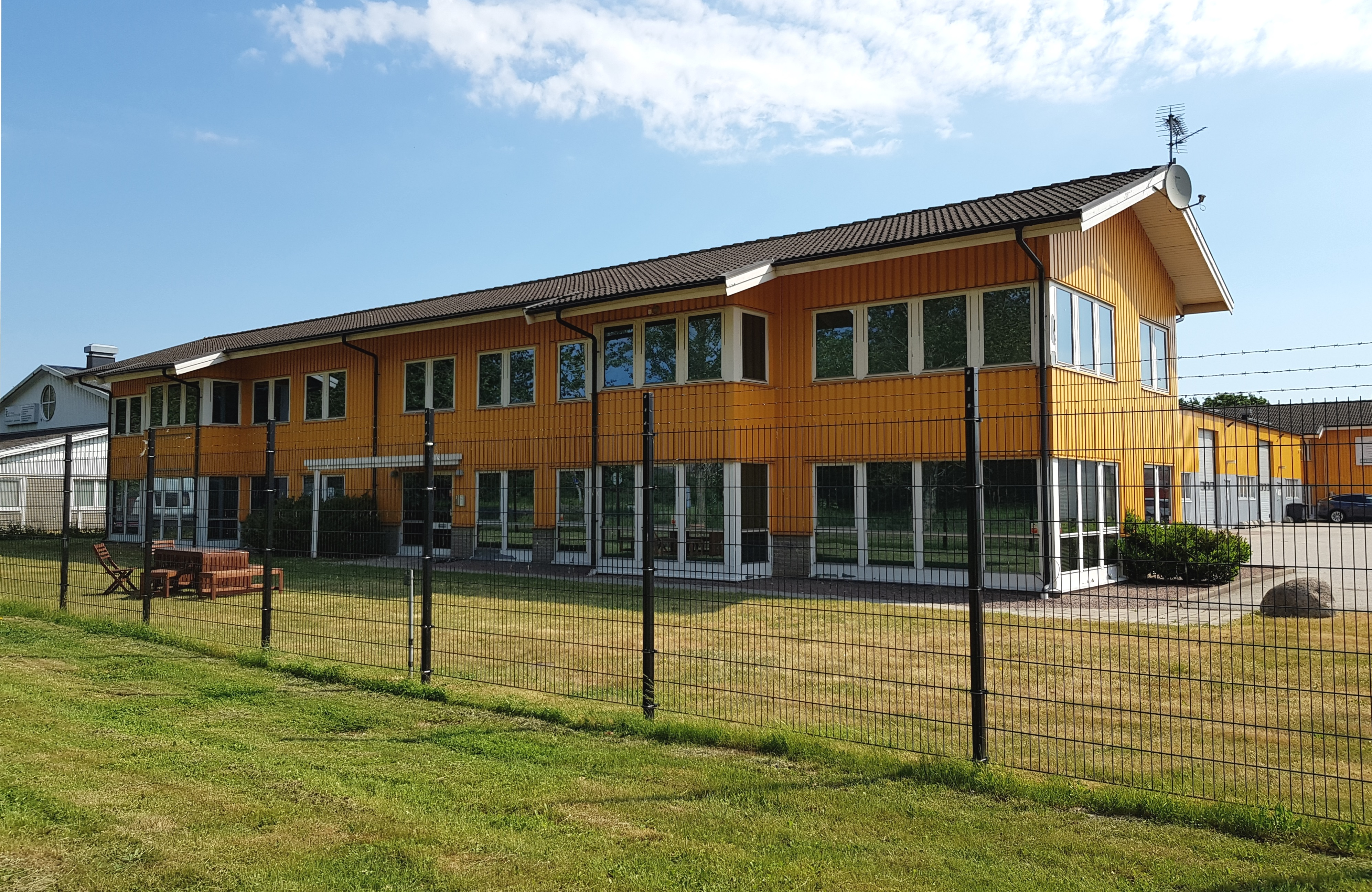
Rattgatan 7 i Landskrona, där företaget Ninjas in Pyjamas Gaming AB är registrerat.

## Spelare
Lista över personer som spelar eller har spelat för Ninjas in Pyjamas. Rubriker efter spel.

### Counter-Strike: Global Offensive

#### Nuvarande
| Nationalitet | Alias   | Namn              | Ålder | Signeringsdatum |
| ------------ | ------- | ----------------- | ----- | --------------- |
| Spanien      | alex    | Alejandro Masanet | 28    | 2023-11-03      |
| Sverige      | REZ     | Fredrik Sterner   | 25    | 2017-06-12      |
| Ukraina      | r1nkle  | Artem Moroz       | 19    | 2024-04-02      |
| Sverige      | maxster | Max Jansson       | 19    | 2023-03-24      |

#### Bänk
| Nationalitet | Alias  | Namn          | Ålder | Signeringsdatum |
| ------------ | ------ | ------------- | ----- | --------------- |
| Danmark      | es3tag | Patrik Hansen | 27    | 2021-11-17      |

- Tidigare

- Nicolas "Plopski" Gonzalez Zamora
- Nicolai "dev1ce" Reedzt
- Erik "ztr" Gustafsson
- Tim "Nawwk" Jonasson
- Jacob "pyth" Mourujärvi[17]
- Richard "Xizt" Landström[18]
- Aleksi "allu" Jalli [19]
- Marcus "Delpan" Larsson (Try out) [20]
- Mikail "Maikelele" Bill [21]
- Robin "Fifflaren" Johansson [22]
- Adam "friberg" Friberg [23]
- William "draken" Sundin [24]
- Dennis "dennis" Edman[25]
- Christopher "GeT_RiGhT" Alesund[26]
- Patrik "f0rest" Lindberg[27]
- Simon "twist" Eliasson[28]
- Jonas "Lekr0" Olofsson[29]
- Linus "LNZ" Holtäng
- Love "Phzy" Smidebrant
- Hampus "Hampus" Poser"
- Aleksi "Aleksib" Virolainen
- Ludvig "Brollan" Brolin

### League of Legends
| Nationalitet | Alias      | Namn          | Ålder | Signeringsdatum |
| ------------ | ---------- | ------------- | ----- | --------------- |
| Sydkorea     | Pout       | Han In-woong  |       |                 |
| Kina         | Invincible | Li Xiaobing   |       |                 |
| Kina         | XLB        | Li Xiaolong   |       |                 |
| Kina         | Shadow     | Zhiqiang Zhao |       |                 |
| Kina         | Dream      | Tan Wenxiang  |       |                 |
| Kina         | Photic     | Ying Qishen   |       |                 |
| Kina         | Zhuo       | Wang Xuzhuo   |       |                 |

### FIFA
| Nationalitet | Alias    | Namn       | Ålder | Signeringsdatum |
| ------------ | -------- | ---------- | ----- | --------------- |
| Sverige      | Ollelito | Olle Arbin | 19    | 2020-02-20      |

### Rainbow Six Siege
| Nationalitet | Alias  | Namn              | Ålder | Signeringsdatum |
| ------------ | ------ | ----------------- | ----- | --------------- |
| Brasilien    | Psycho | Gustavo Rigal     | 24    | 2018-06-11      |
| Brasilien    | Muzi   | Murilo Moscatelli | 21    | 2019-03-31      |
| Brasilien    | pino   | Gabriel Fernandes | 22    | 2019-10-12      |
| Brasilien    | Wizard | Gustavo Gomes     | 18    | 2022-06-10      |
| Brasilien    | kondz  | Raul Romão        |       | 2022-12-09      |

### Rocket League
| Nationalitet | Alias     | Namn                     | Ålder | Signeringsdatum |
| ------------ | --------- | ------------------------ | ----- | --------------- |
| Brasilien    | AZTROMICK | Luiz Fellipe Lopes Gomes | 18    | 2023-01-25      |
| Brasilien    | Bemmz     | Bernardo Siqueira Marta  | 16    | 2023-01-25      |
| Brasilien    | CAiOTG1   | Caio Vinicius Testi      | 21    | 2023-01-25      |

### Dota 2

#### Tidigare
- Linus "Limmp" Blomdin [35]
- Jonas "jonassomfan" Lindholm [36]
- Simon "Handsken" Haag [36]
- Elias "Sealkid" Merta [36]
- Rasmus "Chessie" Blomdin [36]

### Overwatch

#### Tidigare
- Lauri "Mafu" Rasi[37]
- Joona "Fragi" Laine[37]
- Kalle "hymzi" Honkala[37]
- Antti "kyynel" Kinnunen[37]
- Joonas "zapisp" Alakurtti[37]
- Aleksi "Zuppehw" Kuntsi[37]

### Counter-Strike

#### Tidigare
- Christopher "GeT_RiGhT" Alesund[38][39]
- Johan "Hyb" Carlund[40]
- Issa "Dracula" Chebaro[40]
- Emil "HeatoN" Christensen[40]
- Robert "RobbaN" Dahlström[41]
- Erik "Medion" Engström[40]
- Christer "fisker" Eriksson[40]
- Martin "trasan" Karlsson[40]
- Anders "kulspruta" Hermansson[40]
- Oskar "ins" Holm[40]
- Tommy "Potti" Ingemarsson[40]
- Jørgen "XeqtR" Johansen[40]
- Niklas "niko" Johansson[42]
- Johan "face" Klasson[43]
- Michael "ahl" Korduner[40]
- Björn "bullet" Kornelind[40]
- Daniel "Hyper" Kuusisto[40]
- Christian "vilden" Lidström[40]
- Andreas "ammis" Nilsson[40]
- Viktor "po_vift" Lundbäck[40]
- Øyvind "KunFigur3" Magnestad[44]
- Max "azl" Höög
- Abdisamad "SpawN" Mohamed[40]
- Kristoffer "Tentpole" Nordlund[40]
- Christoffer "Tootzi" Olsson[40]
- André "GoZie" Persson[40]
- Patrick "ScreaM" Roth[40]
- Johan "Vesslan" Ryman[40]
- Marcus "zet" Sundström[45]
- Dennis "walle" Wallenberg[40]
- Jonathan "miniw" Wallenberg[40]
- Björn "Bullen" Wall[40]
- Alexis "cogline" Wicen[40]
- Kristoffer "strategen"[40]
- "blind"[40]
- "kuros"[40]
- "nostril"[40]
- "zage"[40]
- "pk"[40]
- "shrine"[40]
- "noxious"[40]
- "Notorious"[40]

### Quake

#### Tidigare
- Cyrus "ProZaC" Malekani[46]

### Warcraft III

#### Tidigare
- Kim "GoStop" Dong Moon[47]
- Kim "Rainbow" Tae In[47]
- Hong "Farseer" Won Ui[47]
- Kwak "Nangchun" Dae Yeoung[47]
- Lee "Southsea" Jae Hyuk[47]

## Meriter

### Counter-Strike
- Förstaplats under CPL Dallas, 2000[48]
- Förstaplats under CPL London, 2001[48]
- Förstaplats under CPL Berlin, 2001[48]
- Förstaplats under CPL World, 2001[48]
- Tiondeplats under CPL China 2004[48]
- Andraplats under World Cyber Games 2006 [49]

### Counter-Strike: Global Offensive
Fetstil innebär en CS:GO Major

### 2012
- Förstaplats under SteelSeries GO, 2012[50]
- Förstaplats under DreamHack Valencia, 2012[51]
- Förstaplats under ESWC, 2012[52]
- Förstaplats under DreamHack Winter, 2012[53]
- Förstaplats under AMD Sapphire, 2012[54]
- Förstaplats under THOR Open, 2012[55]
- Förstaplats under NorthCon, 2012[56]

### 2013
- Förstaplats under Mad Catz CS:GO Invitational, 2013[57]
- Förstaplats under TECHLABS Cup, 2013[58]
- Förstaplats under Copenhagen Games, 2013[59]
- Andraplats under SLTV StarSeries V finals, 2013[60]
- Förstaplats under RaidCall EMS One Spring 2013 Finals, 2013[61]
- Förstaplats under ESEA Invite Season 13 Finals, 2013[62]
- Förstaplats under Svecup Västerås, 2013[63]
- Förstaplats under Swedish Championship, 2013[64]
- Förstaplats under DreamHack Summer, 2013[65]
- Förstaplats under SLTV StarSeries VI finals, 2013[66]
- Förstaplats under ESEA Invite Season 14 Finals, 2013[67]
- Förstaplats under DreamHack Bucharest, 2013[68]
- Tredjeplats under SLTV Starseries VII Finals, 2013[69]
- Andraplats under RC EMS One Fall Finals, 2013 [70]
- Andraplats under Dreamhack Winter, 2013[71]
- Förstaplats under Fragbite Masters, 2013 [72]

### 2014
- Andraplats under EMS One Katowice, 2014 [73]
- Förstaplats under Copenhagen Games, 2014[74]
- Andraplats under SLTV StarSeries IX Finals, 2014 [75]
- Förstaplats under Mikz Challenge, 2014 [76]
- Förstaplats under DreamHack Summer, 2014 [77]
- Femteplats och sjätteplats under ESEA Invite S16 Global Finals, 2014 [78]
- Förstaplats under IronGaming RTX 2014
- Sjätteplats till åttondeplats under Gfinity3 LAN, 2014 [79]
- Förstaplats under ESL One Cologne, 2014[80]
- Andraplats under Dreamhack Winter, 2014 [81]

### 2015
- Andraplats under MLG X Games Aspen, 2015 [82]
- Förstaplats under ASUS ROG Winter, 2015 [83]
- Andraplats under ESL One Katowice, 2015 [84]
- Andraplats under Gfinity Spring Masters 1, 2015 [85]
- Andraplats under SLTV StarSeries XII Finals, 2015 [86]
- Tredjeplats under CS:GO Championship Series, 2015 [87]
- Andraplats under FACEIT League 2015 Stage 1 Finals, 2015 [88]
- Femteplats till åttondeplats under ESL One Cologne, 2015 [89]
- Femteplats och sjätteplats under Gfinity Spring Masters 2, 2015 [90]
- Tredjeplats till fjärdeplats under Dreamhack Open Summer, 2015 [91]
- Förstaplats under ESPORT-SM CS:GO, 2015 [92]
- Tredjeplats till fjärdeplats under DreamHack Open Cluj-Napoca, 2015 [93]
- Femteplats till åttondeplats under ESWC CS:GO, 2015 [94]

### 2016
- Femteplats till åttondeplats under MLG Columbus, 2016 [95]
- Förstaplats under Dreamhack Masters Malmö, 2016 [96]
- Tredjeplatsplats under-4th ESL Pro League Season 3 Finals, 2016 [97]
- Andraplats under DreamHack Summer, 2016 [98]
- Sjundeplats till åttondeplats under Esports Championship Series Season 1 - Finals, 2016 [99]
- Niondeplats till tolfteplats under ESL One Cologne, 2016 [100]
- Femteplats till åttondeplats under ELEAGUE Season 1, 2016 [101]
- Förstaplats under SL i-League StarSeries Season 2 Finals, 2016 [102]
- Sjundeplats och åttondeplats EPICENTER: Moscow, 2016 [103]
- Tredjeplats och fjärdeplats under ESL Pro League Season 4 Finals, 2016 [104]
- Förstaplats under IEM Oakland, 2016 [105]

### League of Legends
- Förstaplats under Copenhagen Games 2014
- Förstaplats under DreamHack Summer 2014

### Dota 2
- Sjundeplats och åttondeplats i-League Season 2 2015
- Tredjeplats under Star Ladder Star Series Season 11 2015
- Förstaplats under Alienware Area 51 Dota 2 Cup 2015
- Tredjeplats och fjärdeplats under Esportal Invitational 2 2015
- Förstaplats under Esportal Invitational 3 2015
- Förstaplats under ESPORT-SM DOTA 2, 2015 [106]